# George Bingham, 3. hrabě z Lucanu
George Charles Bingham, 3. hrabě z Lucanu (George Charles Bingham, 3rd Earl of Lucan, 3rd Baron Lucan, 9th Baronet Bingham of Castlebar) (16. dubna 1800, Londýn, Anglie – 10. listopadu 1888, Londýn, Anglie) byl britský polní maršál. Pocházel ze šlechtického rodu s majetkem v Irsku a Anglii. Od mládí sloužil v armádě, po otci zdědil v roce 1839 titul hraběte. V krymské válce byl vrchním velitelem britského jezdectva, později mimo aktivní službu dosáhl hodnosti polního maršála (1887).

## Životopis

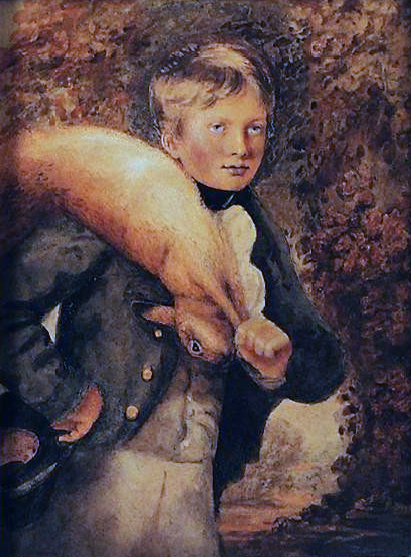
Lord Bingham (1814)

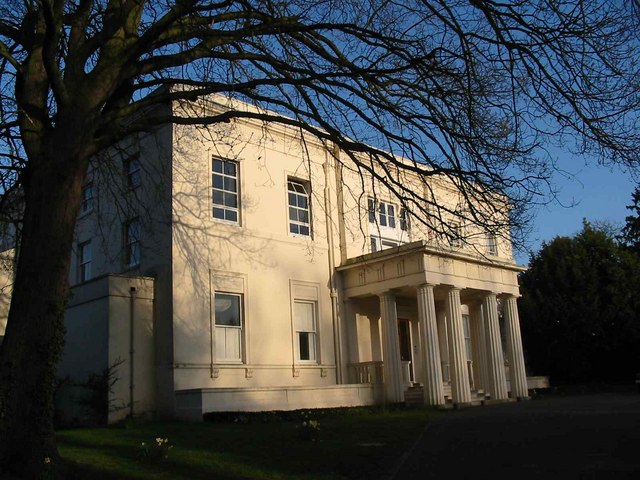
Zámek Laleham Abbey (Middlesex), sídlo hrabat z Lucanu v Anglii

Pocházel ze šlechtické rodiny usazené od 17. století v Irsku, od počátku 19. století také s pozemkovým majetkem v Anglii (zámek Laleham Abbey, Middlesex). Narodil se v Londýně jako starší syn politika Richarda Binghama, 2. hraběte z Lucanu (1764–1839), mimo jiné byl také synovcem ministra námořnictva 2. hraběte Spencera. Od narození jako otcův dědic užíval titul lorda Binghama, studoval ve Westminsteru a od roku 1816 sloužil v armádě, ve dvacátých letech 19. století působil v hodnosti podplukovníka jako vojenský přidělenec u ruského generálního štábu v Bulharsku, v roce 1826 obdržel ruský Řád sv. Anny. V letech 1826–1830 byl poslancem Dolní sněmovny za hrabství Mayo, patřil k toryům. V roce 1839 po otci zdědil hraběcí titul s irským peerstvím a v letech 1840–1888 byl voleným zástupcem irských peerů v britské Sněmovně lordů (Representative Peer of Ireland). Od roku 1845 až do smrti byl lordem místodržitelem v hrabství Mayo, kde vlastnil statky (Castlebar House). V době hladomoru Irsku nechvalně proslul svým postupem vůči drobným vlastníkům půdy (1847). Souběžně postupoval v armádních hodnostech a v roce 1851 dosáhl hodnosti generálmajora. Jako vrchní velitel jezdectva se zúčastnil krymské války, kde měl spory s vrchním velitelem lordem Raglanem a také se svým švagrem hrabětem Cardiganem, který byl jeho podřízeným. Byl zraněn v bitvě u Balaklavy a po návratu do Anglie měl být souzen pro defenzívní vedení války, k soudu ale nedošlo. V roce 1855 obdržel Řád lázně, mimo aktivní službu byl povýšen na generálporučíka (1858) a generála (1865), nakonec dosáhl hodnosti polního maršála (1887).
Jeho manželkou byla Anne Brudenell (1809–1877) ze starého a bohatého rodu hrabat z Cardiganu. Její bratr James Brudenell, 7. hrabě z Cardiganu (1797–1868) byl též jako velitel jízdy účastníkem krymské války, se svým švagrem měl ale chladné vztahy. Z jejich manželství pocházel syn George Bingham, 4. hrabě z Lucanu (1830–1914), poslanec Dolní sněmovny a později dlouholetý reprezentant irských peerů ve Sněmovně lordů. Dcera Augusta (1832–1888) byla manželkou 1. barona Alingtona, mladší Lavinia (1835–1864) byla provdaná za 2. vikomta Hardinge. Nejmladším potomkem byl syn Richard Bingham (1847–1924), který sloužil u Royal Navy a dosáhl hodnosti kontradmirála.